# Francistown
Francistown is de op een na grootste stad in Botswana, met een bevolking van ongeveer 100.000 (2011). Het ligt in oostelijk Botswana, ongeveer 400 kilometers ten noordnoordoosten van de hoofdstad Gaborone. Francistown ligt dicht bij de rivier Shashe, een zijrivier van de Limpopo, en dicht bij de internationale grens met Zimbabwe.

## Geschiedenis
Francistown was het middelpunt van de eerste goudkoorts van Zuid-Afrika, en wordt nog omringd door oude en verlaten mijnen.

## Jumelage met Genk
Sinds 2004 is Francistown een stedenverband aangegaan met de stad Genk (België). Op 3 juni 2004 werden beide steden zustersteden. Bij die gelegenheid werd een memorandum ondertekend waarin beide steden afspraken samen te werken aan een hechte vriendschap waarin beide steden elkaar leren kennen, elkaar respecteren en ondersteunen.